# La Loi (pamphlet)
« La Loi » redirige ici. Pour l’article homophone, voir Laloy.
Pour les articles homonymes, voir Loi (homonymie).
La Loi est un essai de l'économiste et homme politique français Frédéric Bastiat, écrit en juin 1850 à Mugron, quelques mois avant sa mort à Rome. C'est l'un des textes de Bastiat les plus connus.

## Contenu

### Fonction et définition de la loi
Dans ce pamphlet, il répond à la question : « Qu'est-ce que la loi ? Que doit-elle être ? Quel est son domaine ? Quelles sont ses limites ? Où s'arrêtent, par suite, les attributions du Législateur ? » Dans la tradition jusnaturaliste, il affirme que c'est le droit qui fait la loi, et non le contraire :

« Ce n'est pas parce que les hommes ont édicté des Lois que la Personnalité, la Liberté et la Propriété existent. Au contraire, c'est parce que la Personnalité, la Liberté et la Propriété préexistent que les hommes font des Lois. »

Le but de la loi est donc de défendre ces droits individuels :

« Si chaque homme a le droit de défendre, même par la force, sa Personne, sa Liberté, sa Propriété, plusieurs hommes ont le Droit de se concerter, de s'entendre, d'organiser une Force commune pour pourvoir régulièrement à cette défense. Le Droit collectif a donc son principe, sa raison d'être, sa légitimité dans le Droit individuel; et la Force commune ne peut avoir rationnellement d'autre but, d'autre mission que les forces isolées auxquelles elle se substitue. Ainsi, comme la Force d'un individu ne peut légitimement attenter à la Personne, à la Liberté, à la Propriété d'un autre individu, par la même raison la Force commune ne peut être légitimement appliquée à détruire la Personne, la Liberté, la Propriété des individus ou des classes. »

Il définit ainsi la loi comme « la force commune organisée pour faire obstacle à l'Injustice », « l'organisation collective du Droit individuel de légitime défense ». Il en conclut que « la Loi, c'est la Justice », la « Justice organisée ».

### Critique du constructivisme
Dans ce que l'on pourrait qualifier de manifeste libéral, voire libertarien, Bastiat dénonce la propension de nombreux philosophes et politiques à vouloir modeler l'humanité selon leurs vœux. Il fait une critique virulente de ce que Friedrich Hayek qualifiera plus tard de constructivisme, sous la forme du protectionnisme, du socialisme, du communisme et de toute forme d'étatisme en général en utilisant la loi à l'encontre de sa fonction. Animés généralement par de bonnes intentions (que Bastiat qualifie de "fausse philanthropie"), ils perçoivent l'humanité comme de la matière inerte à laquelle ils pourraient donner la forme de leur souhait, grâce à la loi. De plus, en considérant les hommes comme incapables de s'organiser eux-mêmes, ces "organisateurs" s'excluent eux-mêmes de l'humanité :

« Les prétentions des organisateurs soulèvent une autre question, que je leur ai souvent adressée, et à laquelle, que je sache, ils n'ont jamais répondu. Puisque les tendances naturelles de l'humanité sont assez mauvaises pour qu'on doive lui ôter sa liberté, comment se fait-il que les tendances des organisateurs soient bonnes ? Les Législateurs et leurs agents ne font-ils pas partie du genre humain ? Se croient-ils pétris d'un autre limon que le reste des hommes ? Ils disent que la société, abandonnée à elle-même, court fatalement aux abîmes parce que ses instincts sont pervers. Ils prétendent l'arrêter sur cette pente et lui imprimer une meilleure direction. Ils ont donc reçu du ciel une intelligence et des vertus qui les placent en dehors et au-dessus de l'humanité ; qu'ils montrent leurs titres. Ils veulent être bergers, ils veulent que nous soyons troupeau. Cet arrangement présuppose en eux une supériorité de nature, dont nous avons bien le droit de demander la preuve préalable. »

En affirmant l'autonomie de la société, Bastiat défend ainsi ce qu'on appelle aujourd'hui l'ordre spontané.
Comme personnalités que Bastiat accuse de prendre l'humanité comme matière, il donne en exemple (généralement en s'appuyant sur des citations) : Bossuet, Fénelon, Montesquieu, Rousseau, Raynal, Mably, Condillac, Saint-Just, Robespierre, Billaud-Varenne, Le Peletier, Morelly, Babeuf, Owen, Saint-Simon, Fourier, Blanc, Cabet, Proudhon, Thiers, Considerant
Bastiat conclut cette critique par ces mots :

« Il faut le dire : il y a trop de grands hommes dans le monde ; il y a trop de législateurs, organisateurs, instituteurs de sociétés, conducteurs de peuples, pères des nations, etc. Trop de gens se placent au-dessus de l'humanité pour la régenter, trop de gens font métier de s'occuper d'elle. »